# Chrysobothris purpureoplagiata
Chrysobothris purpureoplagiata är en skalbaggsart som beskrevs av Schaeffer 1904. Chrysobothris purpureoplagiata ingår i släktet Chrysobothris och familjen praktbaggar. Inga underarter finns listade i Catalogue of Life.